# فيرو كاريل أويستي
فيرو كاريل (بالإسبانية: Club Ferro Carril Oeste)‏، هو نادي كرة قدم أرجنتيني وهو نادي أساسي في الأرجنتين.